# Sciara finitima
Sciara finitima är en tvåvingeart som beskrevs av Frederick Askew Skuse 1888. Sciara finitima ingår i släktet Sciara och familjen sorgmyggor. Inga underarter finns listade i Catalogue of Life.